# Kotlina Libijska
Kotlina Libijska – nizina lub kotlina w północnej Afryce, położona głównie w Egipcie, a także w Libii. Stanowi północne przedłużenie płaskowyżu Pustyni Libijskiej (graniczy z nią od południa), a od północy jest ograniczona Wyżyną Libijską. Jest to jeden z nielicznych terenów nizinnych w Egipcie, ale zajmuje znaczną część kraju. Na jej terenie znajduje się depresja Al-Kattara.